# 한국지역사회교육협의회
한국지역사회교육협의회(韓國地域社會敎育協議會, 영어: Korea Association for Community Education)는 대한민국의 비영리 민간단체이다. 1969년 설립되었고, 1970년대에는 학교 개방과 학부모 참여를 통한 지역사회학교 활성화에 역점을 두었다. 1980년대에는 사업활동 영역을 지방으로 확대하여 전국에 협의회가 만들어질 수 있는 토대를 구축하였다. 1990년대에는 지역사회교육 프로그램을 개발하고, 이를 보급할 지도자를 양성하였다. 2000년대에는 그동안 해왔던 사업의 질을 높여 전국의 지자체와 네트워크를 통해 프로그램을 보급하였다. 현재 전국의 학교, 지방자치단체와 연계하여 맞춤형 교육을 실시하고 있다. 전국에 30개 지부를 두고 있으며, 협의회에 등록된 전문지도사가 약 7,500명이다. 2011년에는 한국문화산업학회와 한국경제신문이 수여하는 제4회 한국문화산업대상을 받았으며, 2012년에는 KACE아버지다움연구소를 발족하였다. 2014년에는 3년간 300개 위기가정 대상 건강한 가정 만들기 멘토링 사업인 홈빌더운동을 전개하였으며, 2016년에는 교육기부우수기관으로 인증받았다.

## 연혁

### 회장
- 1969년 ~ 1994년 : 제1대 정주영 회장
- 1994년 ~ 1996년 : 제2대 김종서 회장
- 1996년 ~ 2000년 : 제3대 이상주 회장
- 2000년 ~ 2008년 : 제4대 주성민 회장
- 2009년 ~ 2015년 : 제5대 차광은 회장
- 2015년 ~ 2016년 : 제6대 이연숙 회장
- 2016년 ~ 현재   : 제7대 강전항 회장

## 활동영역
- 지역사회교육에 관한 조사 연구
- 지역사회교육 전문가 양성
- 교육공동체 형성을 위한 청소년, 부모, 지역주민 대상 프로그램 개발 보급

## 주요 사업
- 부모리더십센터
- 인문교육원
- 차세대리더십센터
- 학교리더십센터
- 시민리더십센터
- 학교안전센터
- 도서관친구
- 평생교육원
- 아버지다움연구소